# Parotidectomia
Una parotidectomia és l'excisió quirúrgica (extirpació) de la glàndula paròtide, la major i més gran de les glàndules salivals. El procediment es realitza normalment a causa de neoplàsies (tumors), que són creixements de cèl·lules que es divideixen ràpidament i de manera anormal. Les neoplàsies poden ser benignes (no canceroses) o malignes (canceroses). La majoria dels tumors de la glàndula paròtide són benignes, però es troba que el 20% dels tumors paròtids són malignes. La parotidectomia es realitza principalment per cirurgià oral i maxil·lofacial i cirurgià ORL. El tipus de cirurgia que s'aplicarà depèn de la zona on es trobi el tumor.
Durant la cirurgia, el metge comprova si el tumor s'ha estès a altres àrees. Cal aplicar anestèsia general i, després de l'operació, s'envia la glàndula o la secció de la glàndula a un patòleg per determinar si el tumor és cancerós o benigne i el tipus específic de tumor.

## Anatomia
Hi ha dues glàndules paròtides al cos humà. Cada glàndula paròtide es troba a la part alta del coll, just per sota de les orelles. Un conducte salival pel qual es secreta (produeix i allibera la saliva), travessa l'interior de cada galta des de cada gland. A més, el nervi facial extratemporal (fora de l'os temporal) i els seus subsidiaris travessen la glàndula paròtide i innerven (subministren nervis a) la cara. Aquest nervi articula els músculs per a l'expressió facial, així com músculs més específics com els músculs postauriculars, el ventre posterior (esquena o final) del múscul digàstric i els múscul estilohioidals.

## Diagnòstic
Els creixements indolors i notablement sentits són les presentacions més habituals descrites a la literatura mèdica.[3] Les neoplàsies benignes de les glàndules paròtides solen presentar-se després dels 40 anys i tenen una presentació igual en ambdós sexes. Els creixements malignes afecten predominantment les dones majors de 60 anys. La forma més comuna de neoplàsies paròtides benignes són els adenomes pleomorfs i el tumor de Warthin. La forma més comuna de neoplàsies paròtides malignes són els carcinomes mucoepidermoides. Encara es desconeix la causa exacta dels tumors parotidis malignes, però poden ser causats per metàstasi (propagació del càncer) d'altres zones del cos, determinades exposicions laborals, immunitat reduïda, VIH, així com exposició a la radiació. Contràriament a altres càncers, es creu que fumar i beure no influeixen en les malignes de les glàndules salivals. Les malalties inflamatòries de la glàndula paròtide, com els abscessos parotidis (col·leccions de pus), els càlculs salivals profunds (dipòsits minerals) i la parotitis crònica (inflamació a llarg termini) poden requerir una parotidectomia total. A més, la sialorrea (salivació excessiva) es pot solucionar amb una parotidectomia, però el tractament amb medicaments o fins i tot la lligadura de conductes (lligat quirúrgic) són els enfocaments menys invasius.